# Pa-Leng
Pa-leng – zaburzenie z grupy fobii specyficznych, uwarunkowane kulturowo. Głównie rozpowszechnione w południowo-wschodniej Azji.

## Objawy
Stany lękowe cechują się natrętnymi obawami przed zimnem i wiatrem, o których sądzi się, że wywołują zmęczenie, impotencję lub śmierć. Osoby cierpiące na Pa-leng kompulsywnie ubierają się grubo i ciepło. Obawy są wzmacniane przez kulturowo uwarunkowane przekonania, uznające ten stan za zaburzenie humoralne.

## Zespoły prawdopodobnie pokrewne
- agua frio
- aire frio
- frio